# Ounasjoki
Ounasjoki (sjev. laponski: Ovnnesjohka) najveći je pritok rijeke Kemijoki i najduži riječni pritok Finske. To je ujedno i najveća rijeka u potpunosti unutar njezinih granica. Ounasjoki je duga 299,6 km, s površinom porječja od 13968 km2, 27 % slijevnoga područja Kemijokija.

## Tok rijeke
Ounasjoki izvire u jezeru Ounasjärvi u Enontekiöu. Prvo teče prema istoku kroz jezero Periläjärvi i nakon oko sedam kilometara skreće prema jugu. Rijeka zatim slijedi smjer jug-jugoistok do ušća u Kemijoki kod Rovaniemija.

## Pritoci

### Lijevi
- Näkkäläjoki
- Käkkälöjoki
- Syvä Tepastojoki
- Loukinen
- Meltausjoki

### Desni
- Marrasjoki

## Fauna
Lipljen, pastrva, štuka i druge ribe tipične za sjevernu Finsku.

## Vanjske poveznice
|  | Zajednički poslužitelj ima još gradiva o temi Ounasjoki |